# 248321 Cester
248321 Cester è un asteroide della fascia principale. Scoperto nel 2005, presenta un'orbita caratterizzata da un semiasse maggiore pari a 2,8011878 au e da un'eccentricità di 0,2115911, inclinata di 14,96621° rispetto all'eclittica.